# 강우석
강우석(康祐碩, 1960년 11월 10일~)은 대한민국의 영화 감독이다. 본관은 신천이다.
성균관대학교 영어영문학과를 중퇴하고 정인엽 감독의 연출부에서 경험을 쌓았다. 1988년 《달콤한 신부들》이라는 로맨스 영화로 감독 데뷔를 하였다. 《투캅스》 시리즈의 흥행 성공으로 상업 감독으로의 흥행력을 인정받았으며 2006년 이후에는 KnJ엔터테인먼트를 창립하였다. 대표작으로는 《투캅스》, 《실미도》, 《공공의 적》 등이 있다.

## 학력
- 성균관대학교 영어영문학과(중퇴)

## 작품목록

### 연출
- 1989년 《달콤한 신부들》
- 1989년 《행복은 성적순이 아니잖아요》
- 1990년 《나는 날마다 일어선다》
- 1991년 《누가 용의 발톱을 보았는가》
- 1991년 《열 아홉의 절망 끝에 부르는 하나의 사랑 노래》
- 1992년 《스무살까지만 살고 싶어요》
- 1992년 《미스터 맘마》
- 1993년 《투캅스》
- 1994년 《마누라 죽이기》
- 1996년 《맥주가 애인보다 좋은 일곱가지 이유》
- 1996년 《투캅스 2》
- 1998년 《생과부 위자료 청구 소송》
- 2002년 《공공의 적》
- 2003년 《실미도》
- 2005년 《공공의 적 2》
- 2006년 《한반도》
- 2008년 《강철중》
- 2010년 《이끼》
- 2011년 《글러브》
- 2013년 《전설의 주먹》
- 2016년 《고산자, 대동여지도》

### 참여 작품
- 1984년 《장대를 잡은 여자》 - 조연출
- 1984년 《사슴 사냥》 - 조연출
- 1984년 《작은 사랑의 노래》 - 조연출
- 1986년 《춤추는 딸》 - 각본
- 1986년 《유혹시대》 - 조연출
- 1987년 《성 리수일뎐》 - 각본, 조연출
- 1988년 《달콤한 신부들》 - 연출
- 1989년 《모래성》 - 각본
- 1989년 《행복은 성적순이 아니잖아요》 - 연출
- 1990년 《나는 날마다 일어선다》 - 연출
- 1991년 《누가 용의 발톱을 보았는가》 - 연출
- 1991년 《열 아홉의 절망 끝에 부르는 하나의 사랑 노래》 - 각본, 연출
- 1991년 《스무살까지만 살고 싶어요》 - 각본, 연출
- 1992년 《미스터 맘마》 - 연출, 제작
- 1993년 《투캅스》 - 연출, 제작
- 1994년 《마누라 죽이기》 - 연출, 제작
- 1995년 《손톱》 - 기획
- 1995년 《엄마에게 애인이 생겼어요!》 - 제작
- 1996년 《투캅스 2》 - 연출, 제작
- 1997년 《홀리데이 인 서울》 - 제작
- 1999년 《자귀모》 - 기획, 제작
- 1999년 《주노명 베이커리》 - 제작
- 2000년 《순애보》 - 기획
- 2000년 《불후의 명작》 - 제작
- 2001년 《선물》 - 기획
- 2001년 《신라의 달밤》 - 기획
- 2001년 《킬러들의 수다》 - 제작
- 2002년 《공공의 적》 - 연출, 제작
- 2002년 《피도 눈물도 없이》 - 기획
- 2002년 《재밌는 영화》 - 기획
- 2002년 《광복절 특사》 - 기획
- 2003년 《선생 김봉두》 - 기획
- 2003년 《나비》 - 기획
- 2003년 《거울 속으로》 - 기획
- 2003년 《불어라 봄바람》 - 제작
- 2003년 《천년호》 - 기획
- 2003년 《실미도》 - 연출
- 2004년 《그녀를 믿지 마세요》 - 기획
- 2004년 《바람의 전설》 - 기획
- 2004년 《아라한 장풍 대작전》 - 기획
- 2004년 《달마야, 서울 가자》 - 공동제작투자
- 2004년 《귀신이 산다》 - 기획
- 2004년 《꽃피는 봄이 오면》 - 공동투자
- 2005년 《공공의 적 2》 - 연출, 제작
- 2005년 《혈의 누》 - 기획
- 2005년 《사랑니》 - 제작
- 2005년 《오로라 공주》 - 기획
- 2006년 《한반도》 - 연출
- 2006년 《거룩한 계보》 - 기획
- 2007년 《아들》 - 기획
- 2007년 《황진이》 - 기획, 제작
- 2007년 《지금 사랑하는 사람과 살고 있습니까?》 - 기획
- 2007년 《권순분 여사 납치사건》 - 기획
- 2007년 《궁녀》 - 기획
- 2007년 《싸움》 - 기획
- 2007년 《뜨거운 것이 좋아》 - 제작
- 2008년 《강철중: 공공의 적 1-1》 - 연출
- 2008년 《신기전》 - 제작
- 2008년 《모던 보이》 - 제작
- 2009년 《김씨 표류기》 - 기획
- 2009년 《백야행 - 하얀 어둠 속을 걷다》 - 제작
- 2009년 《용서는 없다》 - 제작
- 2009년 《주유소 습격사건 2》 - 제작
- 2010년 《이끼》 - 연출
- 2010년 《퀴즈왕》 - 기획
- 2011년 《글러브》 - 연출
- 2011년 《로맨틱 헤븐》 - 제작
- 2012년 《주리》 - 제작지원, 편집
- 2012년 《전설의 주먹》 - 연출

### 흥행
데뷔이후 《행복은 성적순이 아니잖아요》, 《미스터 맘마》 등의 작품을 통해 코미디의 감각을 보여준 이후, 《투캅스》, 《마누라 죽이기》 등을 연이어 히트시키며 흥행감독으로서의 입지를 굳혔다. 1995년 기존의 강우석프로덕션을 시네마서비스로 상호변경한 이후 영화제작, 배급에 관심을 가지기 시작하였고, 서울극장과의 긴밀한 관계 등을 통해 충무로에서 제작과 배급의 영향력을 확대하였다.

## 수상 경력
- 1990년 제10회 한국영화평론가협회상 신인감독상
- 1993년 제17회 황금촬영상 감독상
- 1994년 제30회 백상예술대상 영화부문 감독상
- 1996년 제17회 청룡영화상 최다흥행감독상
- 1996년 미국 로스앤젤레스 문화영예상
- 1996년 오늘의 젊은 예술가상
- 2001년 제15회 예총예술문화상 대상
- 2002년 제5회 디렉터스 컷 시상식 올해의 제작자상
- 2004년 제12회 춘사영화상 심사위원특별상 《실미도》
- 2004년 제40회 백상예술대상 영화부문 대상
- 2004년 제25회 청룡영화상 감독상
- 2006년 제44회 영화의 날 공로상
- 2006년 제14회 춘사영화상 최우수 작품상 《한반도》
- 2006년 제14회 춘사영화상 감독상 《한반도》
- 2009년 제45회 백상예술대상 영화부문 대상
- 2010년 제18회 춘사영화상 감독상
- 2010년 제18회 춘사영화상 춘사대상작품상
- 2010년 제47회 대종상 감독상
- 2010년 제31회 청룡영화상 감독상
- 2011년 제20회 부일영화상 유현목영화예술상

## 같이 보기
- 한국 영화